# Wright-Martin

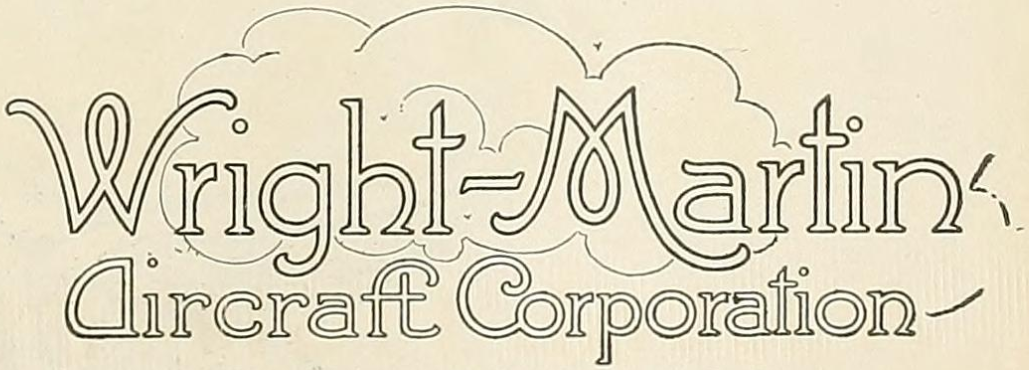
Logo de Wright-Martin

Wright-Martin fue una empresa fabricante de aviones que tuvo una vida corta, creada cuando se fusionaron las Wright Company (después que Orville Wright vendió la Wright Company y se desprendió de ella) y Glenn L. Martin.
Las compañías, Wright Company y Glenn L. Martin Company, oficialmente se fusionaron en 1916. Al poco tiempo Martin se fue de la empresa, disolviendo la sociedad cuando no había cumplido un año. Debido a esto, la Wright-Martin fue renombrada como Wright Aeronautical.